# 石评梅
石评梅（1902年9月20日—1928年9月30日），乳名元珠，学名汝璧，常用笔名评梅、林娜、漱雪、波微等。山西省平定县人，中国现代女作家。

## 生平
1919年，考入北京女子高等师范学校体育系。1923年从女高师毕业前，随学校旅游团去杭州等地旅游，归来后著有游记《模糊的余影》。1923年毕业后，为北京师范大学附属中学女子部主任。在此期间，结识了高君宇，并产生爱情。1924年11月，和陆晶清一起编辑《京报》副刊《妇女周刊》。1925年3月，其恋人高君宇病逝，评梅悲痛不已。1926年，和陆晶清一起编辑《世界日报》副刊《蔷薇周刊》。
1928年9月30日，因患脑膜炎去世，与高君宇合葬于北京陶然亭。

## 評價
石评梅與呂碧城、蕭紅、張愛玲合稱「民國四大才女」，她是中国近现代女作家中生命最短促的一位。
因爱慕梅花自取笔名石评梅；在《语丝》、《晨报副刊》、《文学旬刊》、《文学》，以及她与陆晶清参与编辑的《妇女周刊》、《蔷薇周刊》等报刊上发表散文、诗歌、小说和剧本。她与高君宇是20世纪20年代著名的作家和革命活动家，他们用生命谱成了一曲震撼人心的爱情悲剧。石评梅生命最后几年之中的作品（诗歌、散文等），有相当数量是怀念高君宇或追忆二人交往的往事而作，如《狂风暴雨之夜》、《我只合独葬荒丘》、《墓畔哀歌》等。
在她去世后，其作品曾由庐隐、陆晶清等友人编辑成《涛语》、《偶然草》两个集子。
1980年代，书目文献出版社出版了《石评梅作品集》，共三卷：《散文》、《诗歌·小说》、《戏剧·游记·书信》。

## 主要作品集
- 《偶然草》，1929年
- 《涛语》，1929年
- 《石评梅作品集：散文》书目文献出版社，1983年
- 《石评梅作品集：诗歌·小说》书目文献出版社，1984年
- 《石评梅作品集：戏剧·游记·书信》书目文献出版社，1985年